# 火箭助推器
助推器或稱加力器、助推火箭、加力火箭、火箭助推器，是协助火箭、飛彈等載具的主推进系统在其起飞和爬升阶段提供附加推力的动力装置，其可以是多级火箭的第一级，也可以是增强主航天器推力和载荷的捆绑式火箭。可分为固體火箭助推器和液體火箭助推器，前者使用固体火箭发动机，后者使用液体火箭发动机。完成助推任务后，助推器一般都从飞行器上脱落分离。